# 외지인
외지인(일본어: 外地人 가이치진[*])은 일본 제국이 조선(일제강점기)과 대만(대만일치시기)을 식민 지배할 때, 외지에 본적지를 둔 "일본 국민"의 일본 법령상 호칭이었다. 식민지의 인구 통계에서는 해당 식민지에 본적을 두지 않은 외지인을 외지인으로 통계냈다. 조선에서는 대만인과 관동주 출신자가 외지인이었다. 일본은 패전 후 외지인에게 특별영주자 자격을 부여했다.

## 같이 보기
- 내지인
- 본도인
- 일제강점기
- 대만일치시기